# Nitrianska Blatnica
Nitrianska Blatnica é um município da Eslováquia, situado no distrito de Topoľčany, na região de Nitra. Tem 14,39 km² de área e sua população em 2018 foi estimada em 1.243 habitantes.

## Demografia
| Ano:        | 1994 | 2004   | 2014   | 2024   |
| ----------- | ---- | ------ | ------ | ------ |
| Broj ljudi: | 1148 | 1207   | 1230   | 1235   |
| Razlika:    |      | +5,13% | +1,90% | +0,40% |

| Ano:               | 2023 | 2024  |
| ------------------ | ---- | ----- |
| Número de pessoas: | 1250 | 1235  |
| Diferença:         |      | -1,2% |